# Dăbâca, Cluj

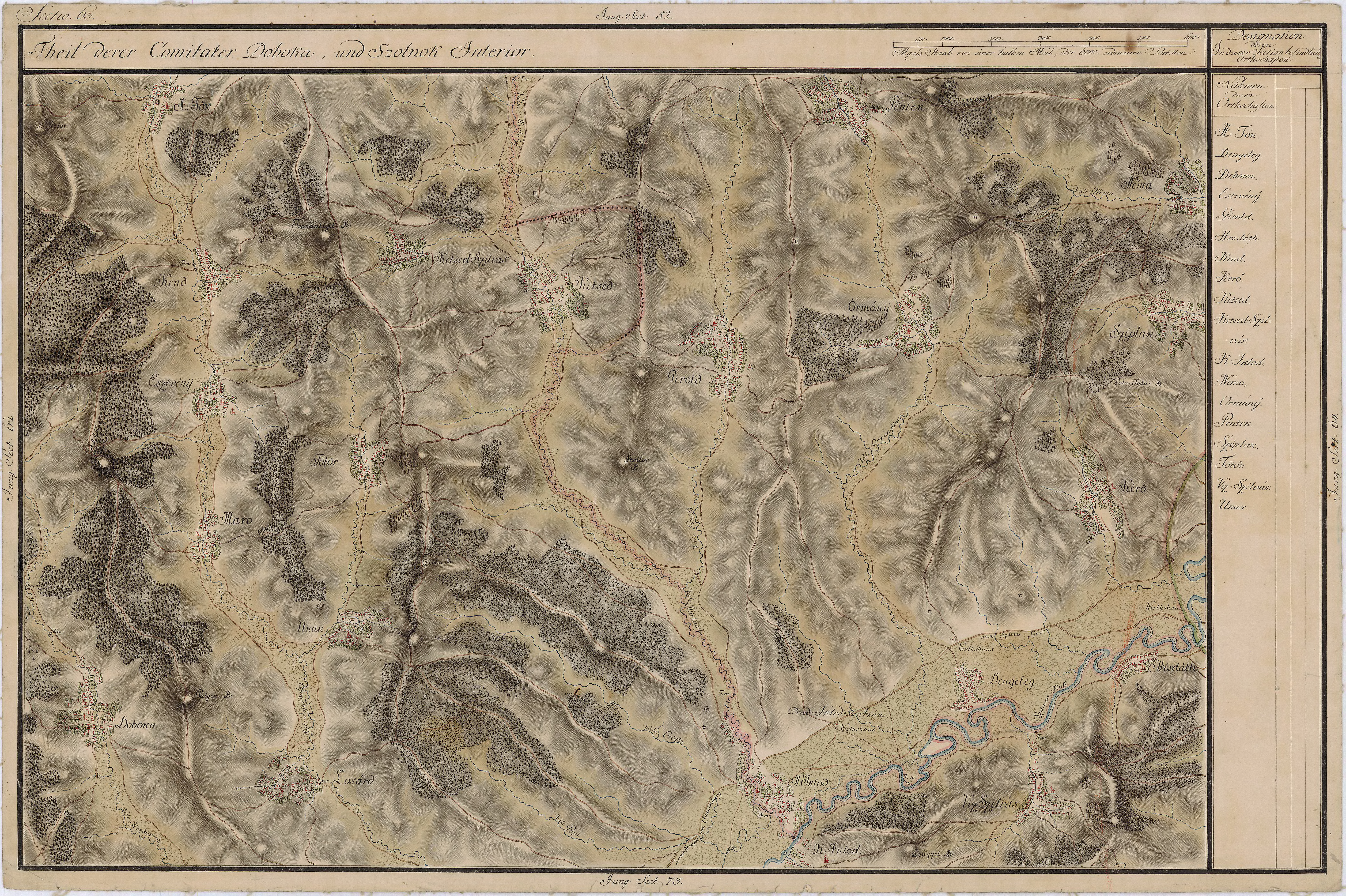
Dăbâca pe Harta Iosefină a Transilvaniei, 1769-73

Dăbâca este satul de reședință al comunei cu același nume din județul Cluj, Transilvania, România.
Cetatea de pe teritoriul satului ar fi fost, conform cronicarului anonim al regelui Béla al IV-lea, reședința voievodului Gelu, de la al cărui nume s-ar trage numele satului Gilău.

## Monumente
Detalii despre monumentele aflate în această localitate se găsesc în Lista monumentelor istorice din județul Cluj.

## Galerie de imagini

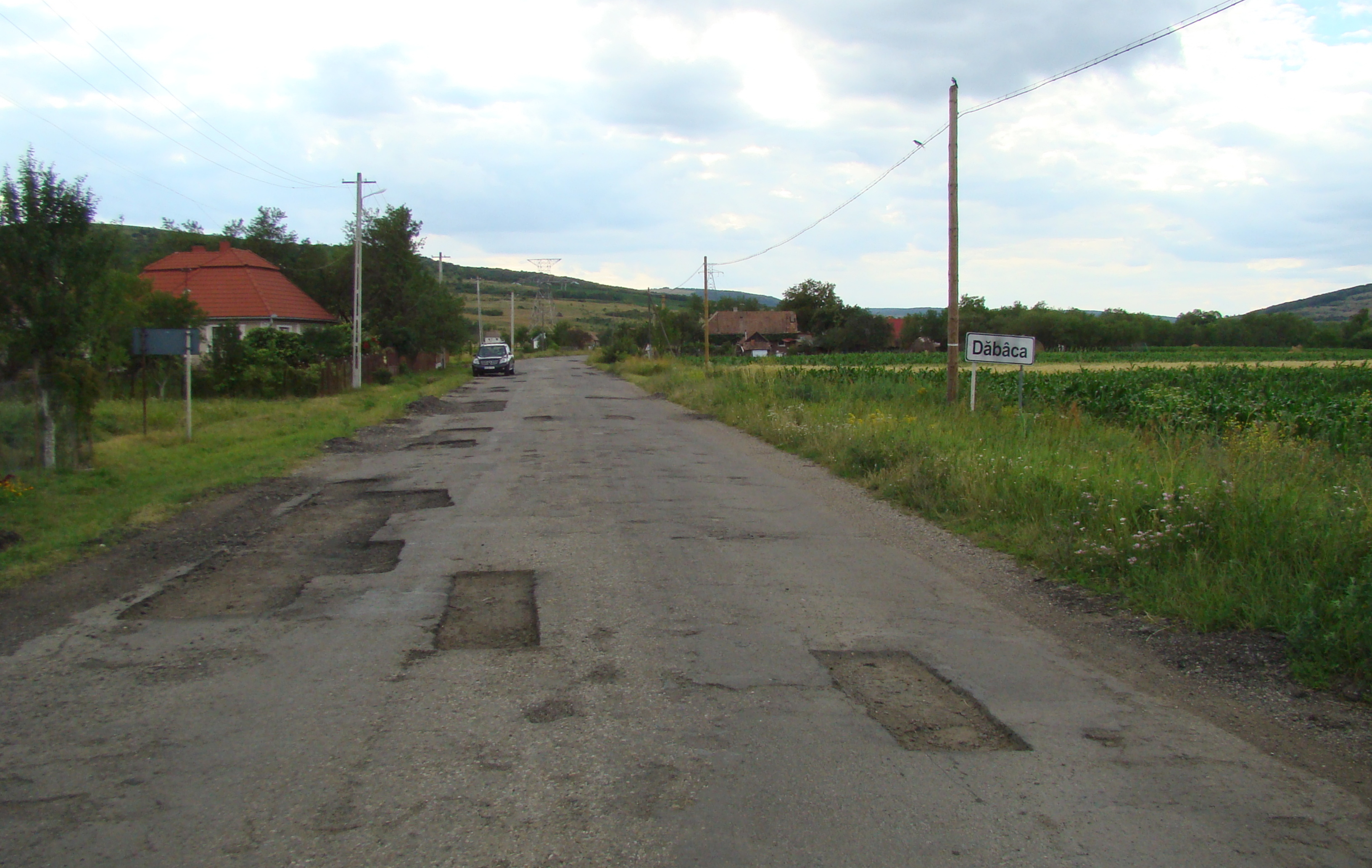
Intrarea în localitate
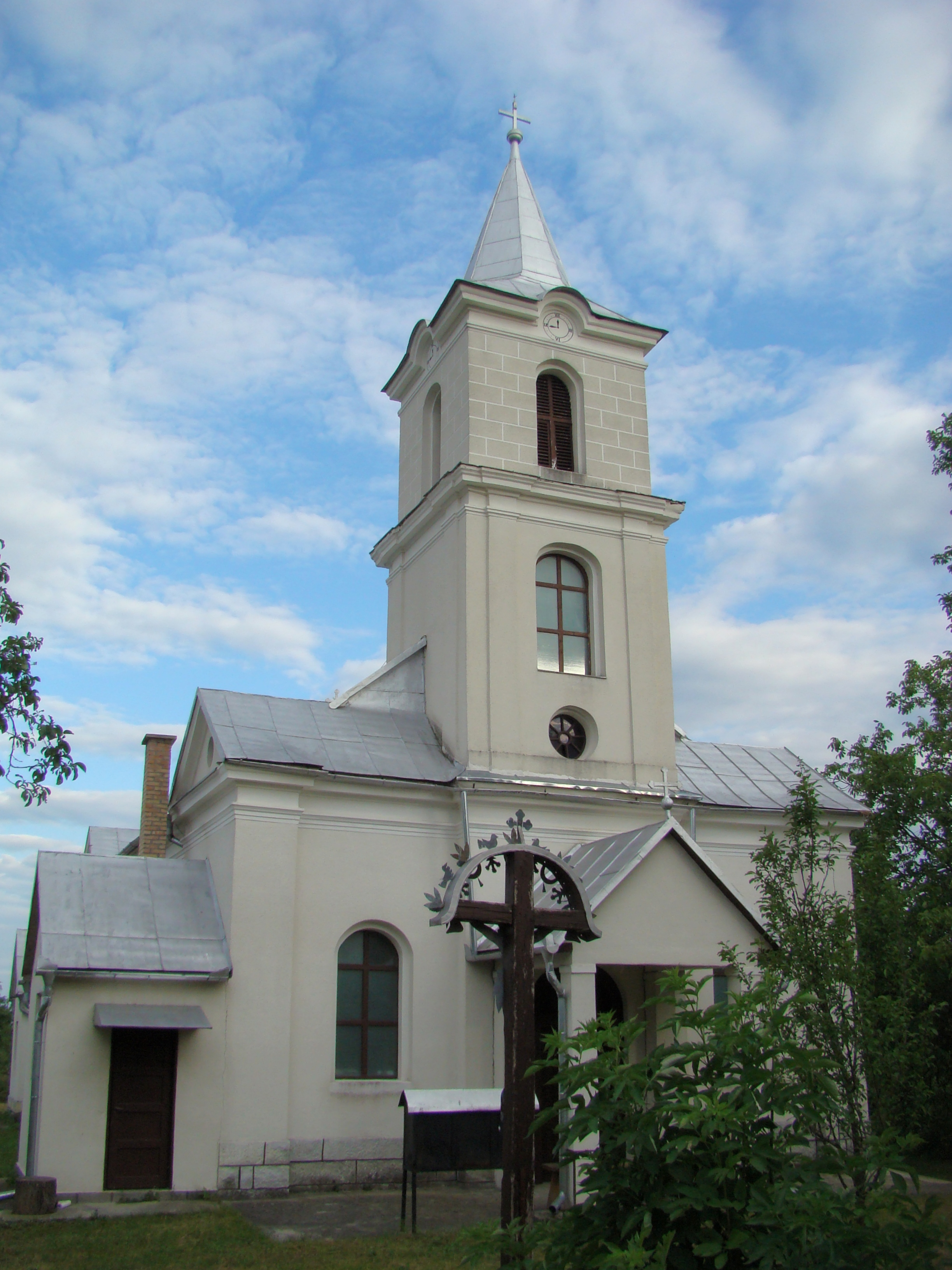
Biserica ortodoxă (inițial greco-catolică, construită în 1904 și având atunci hramul Nașterea Sf. Fecioare Maria)
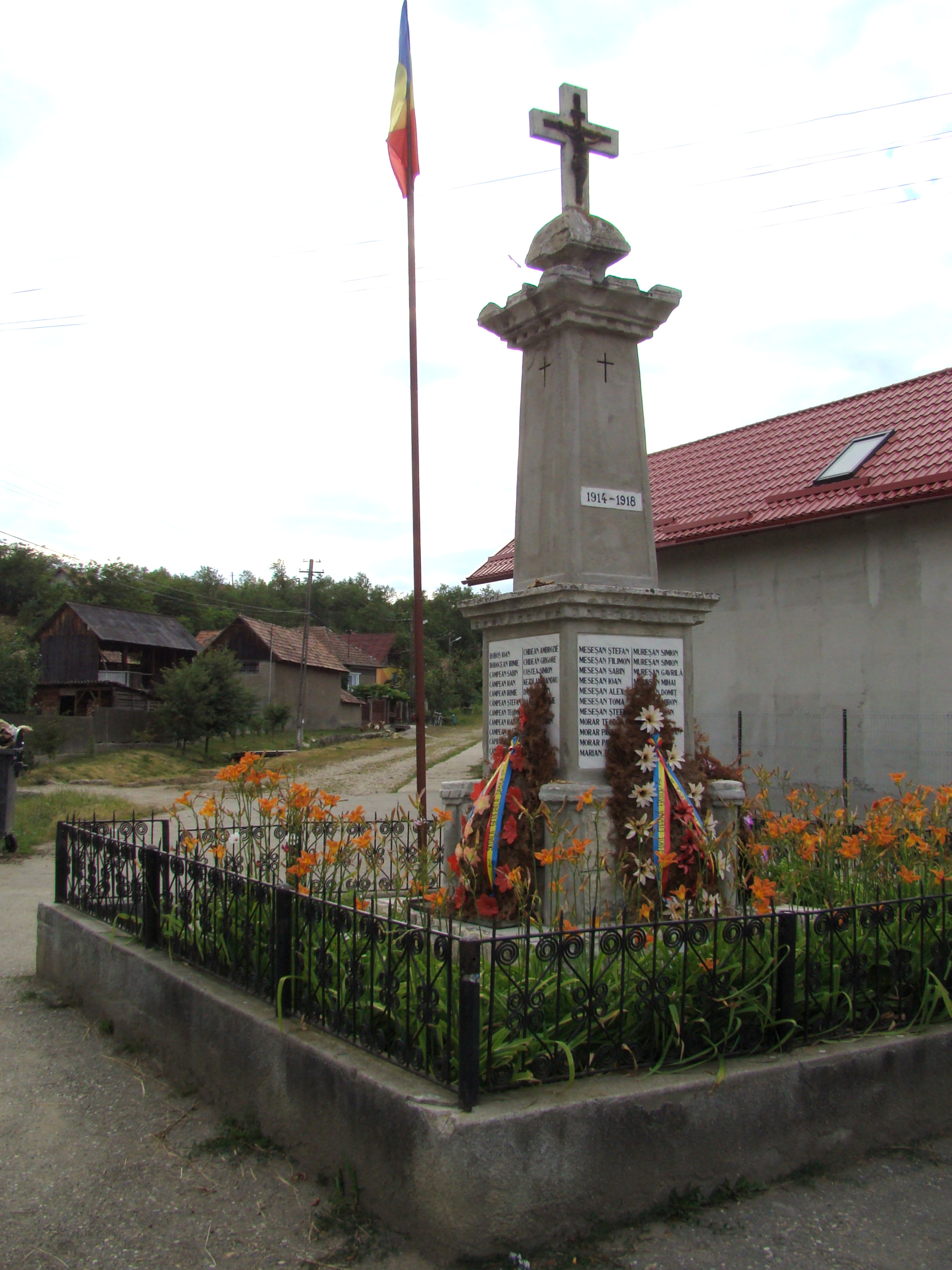
Monumentul Eroilor
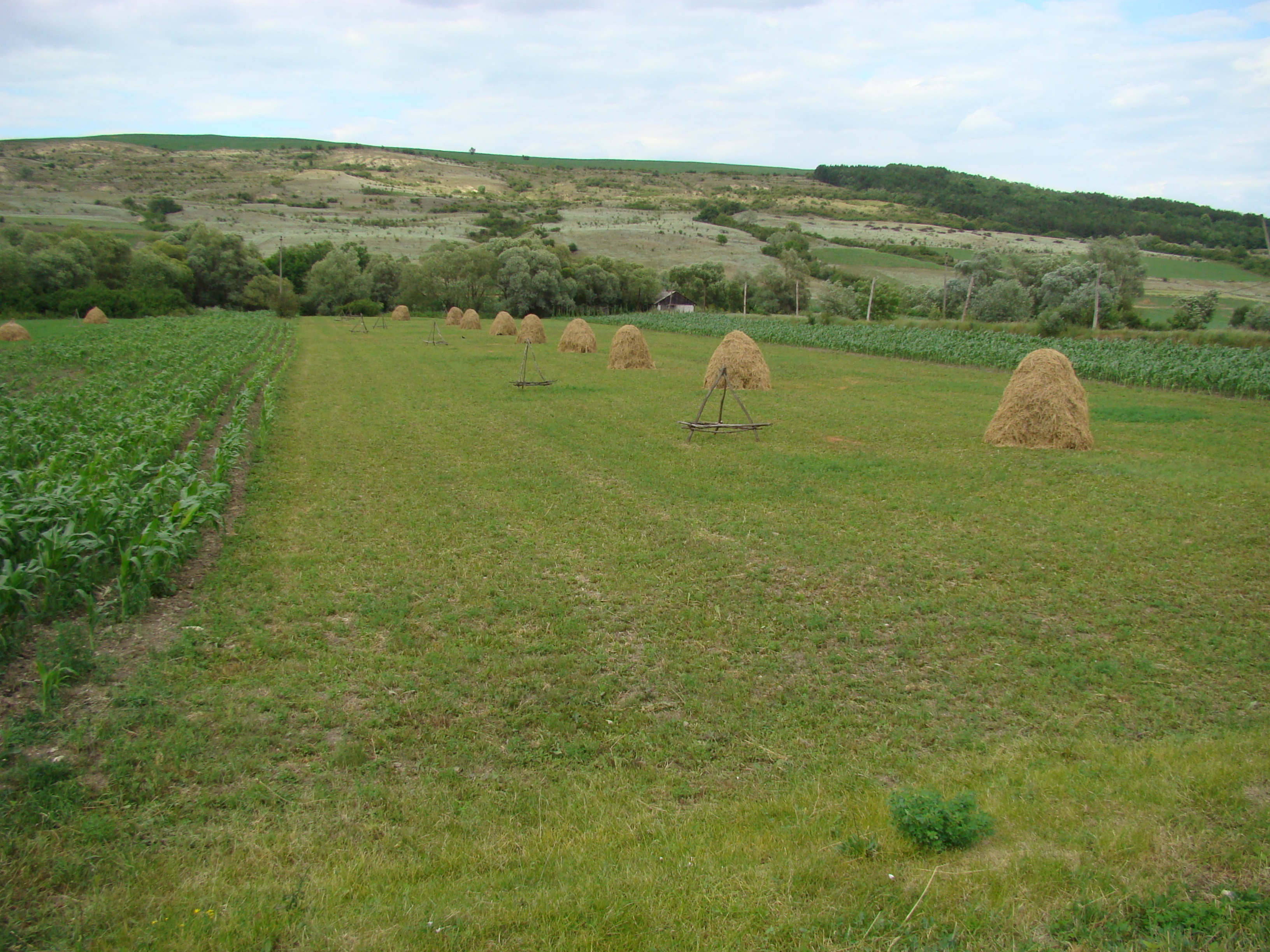
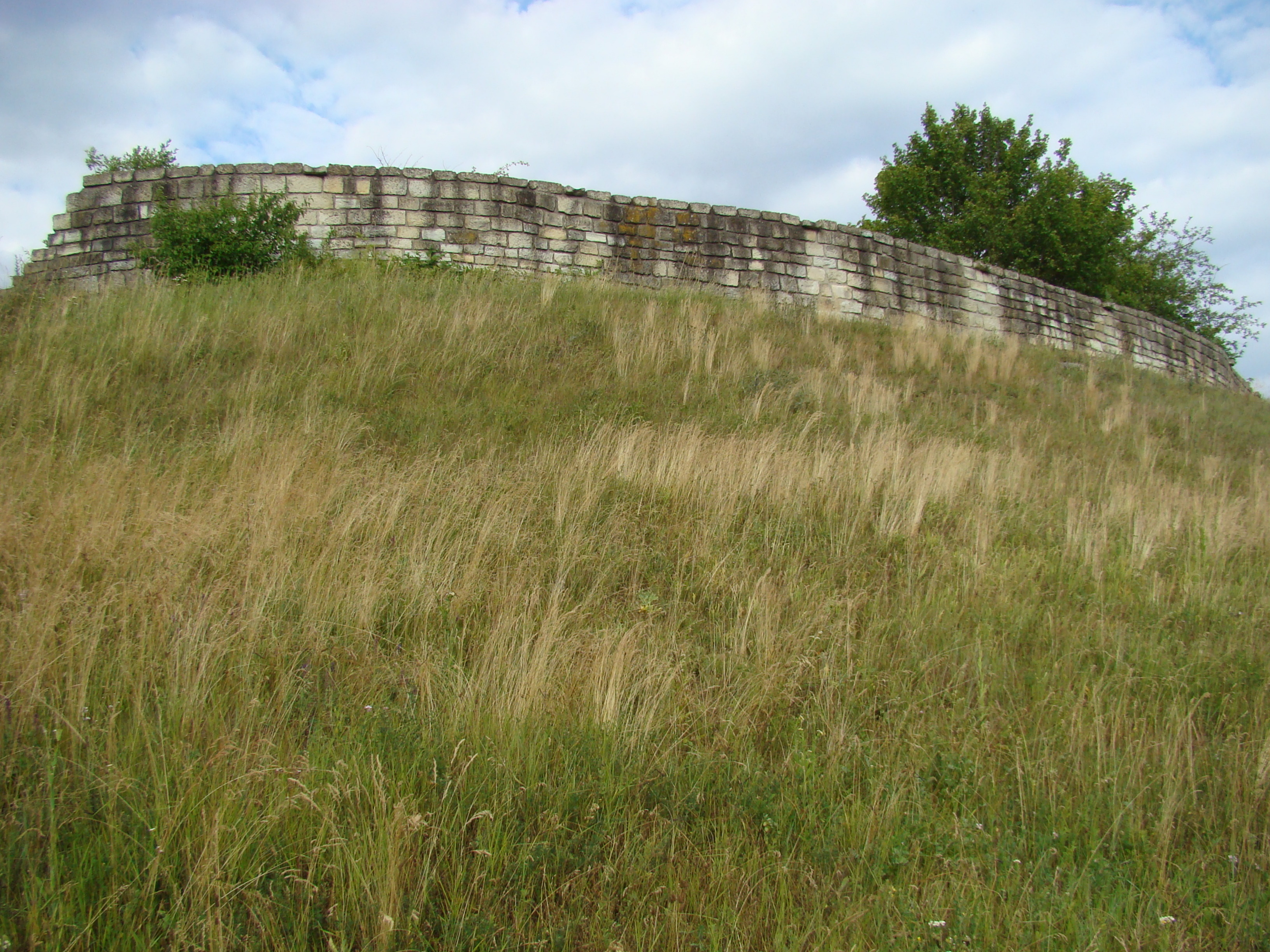
Cetatea Dăbâca
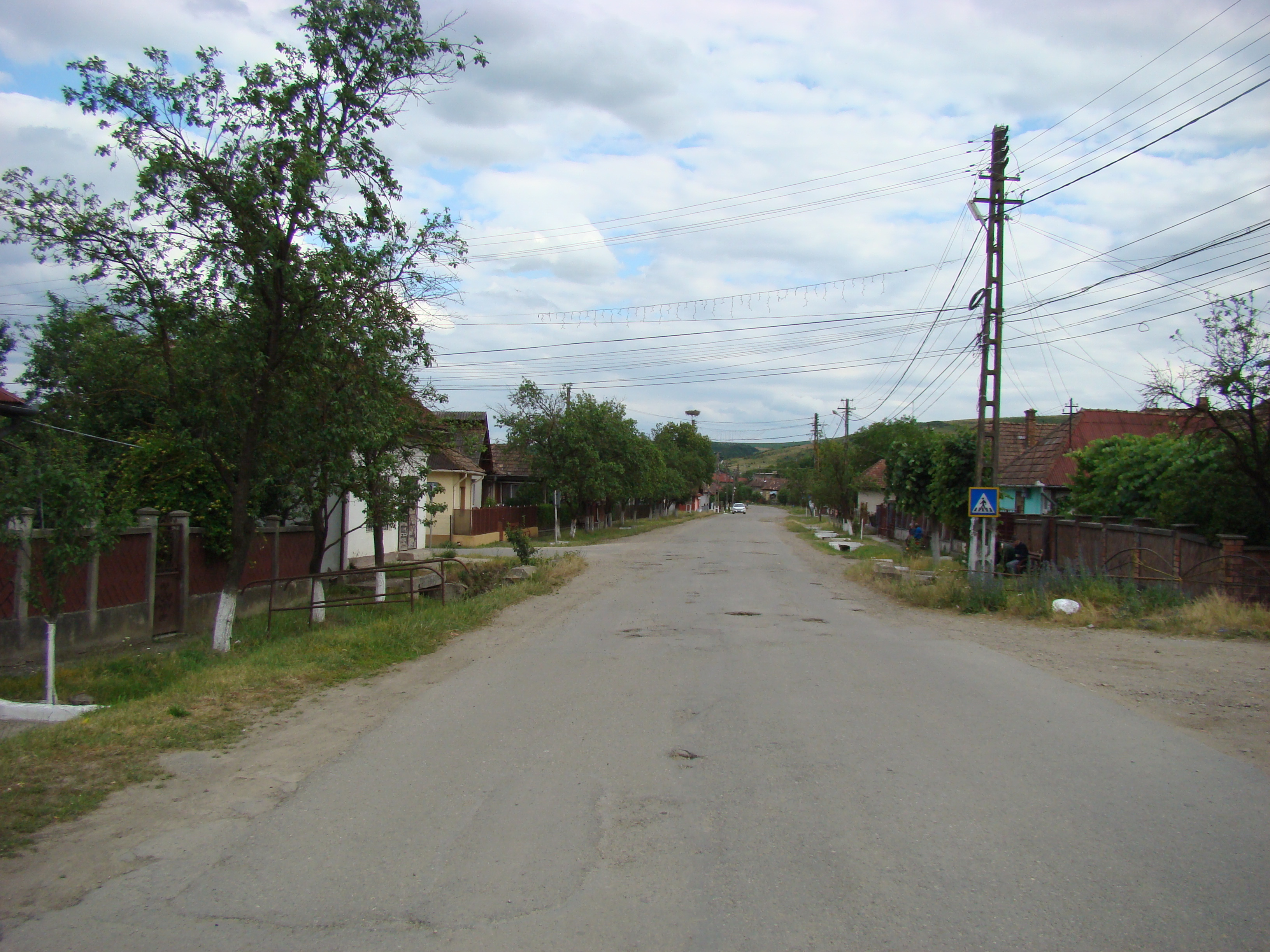
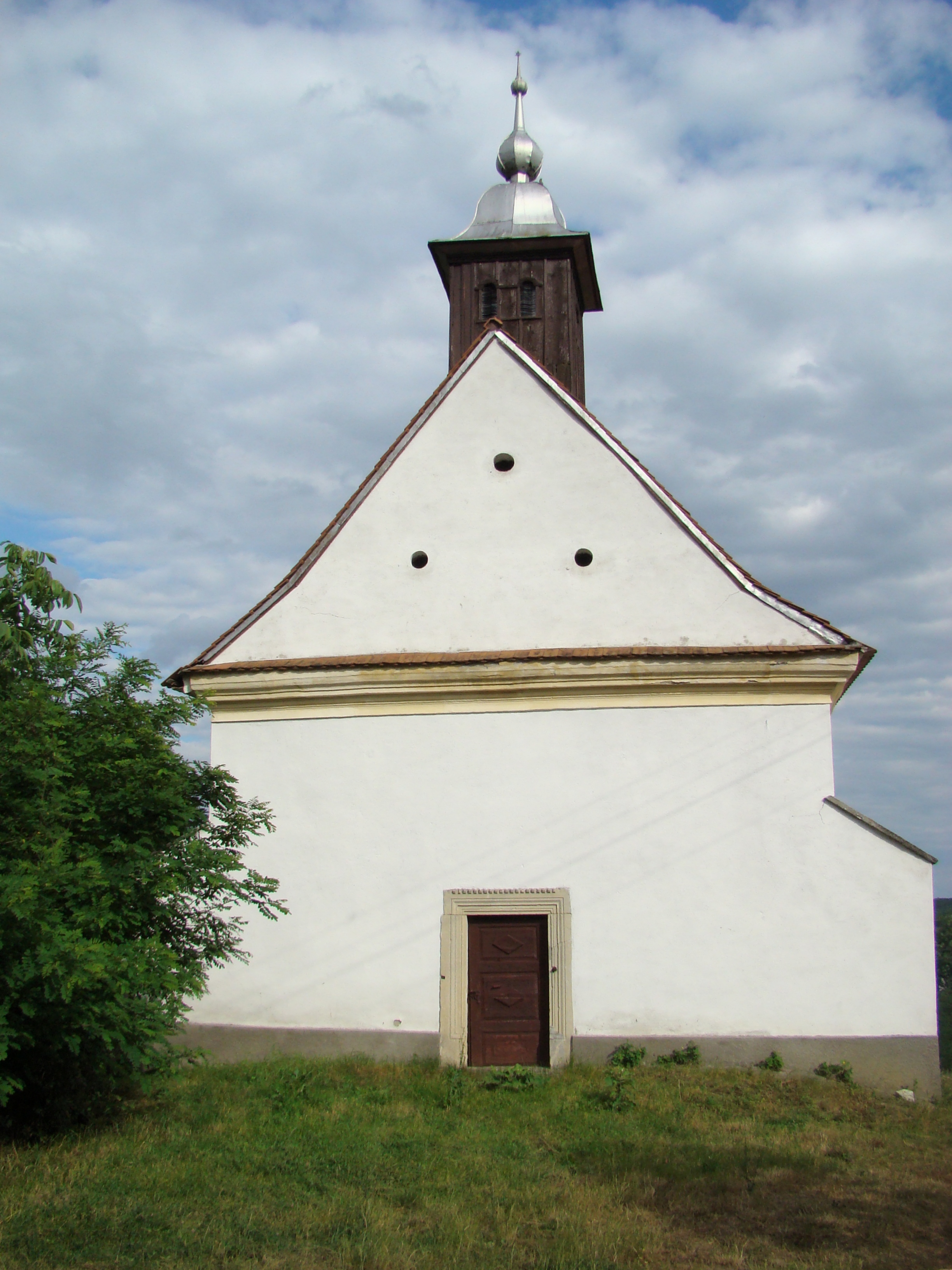
Biserica reformată (monument istoric)
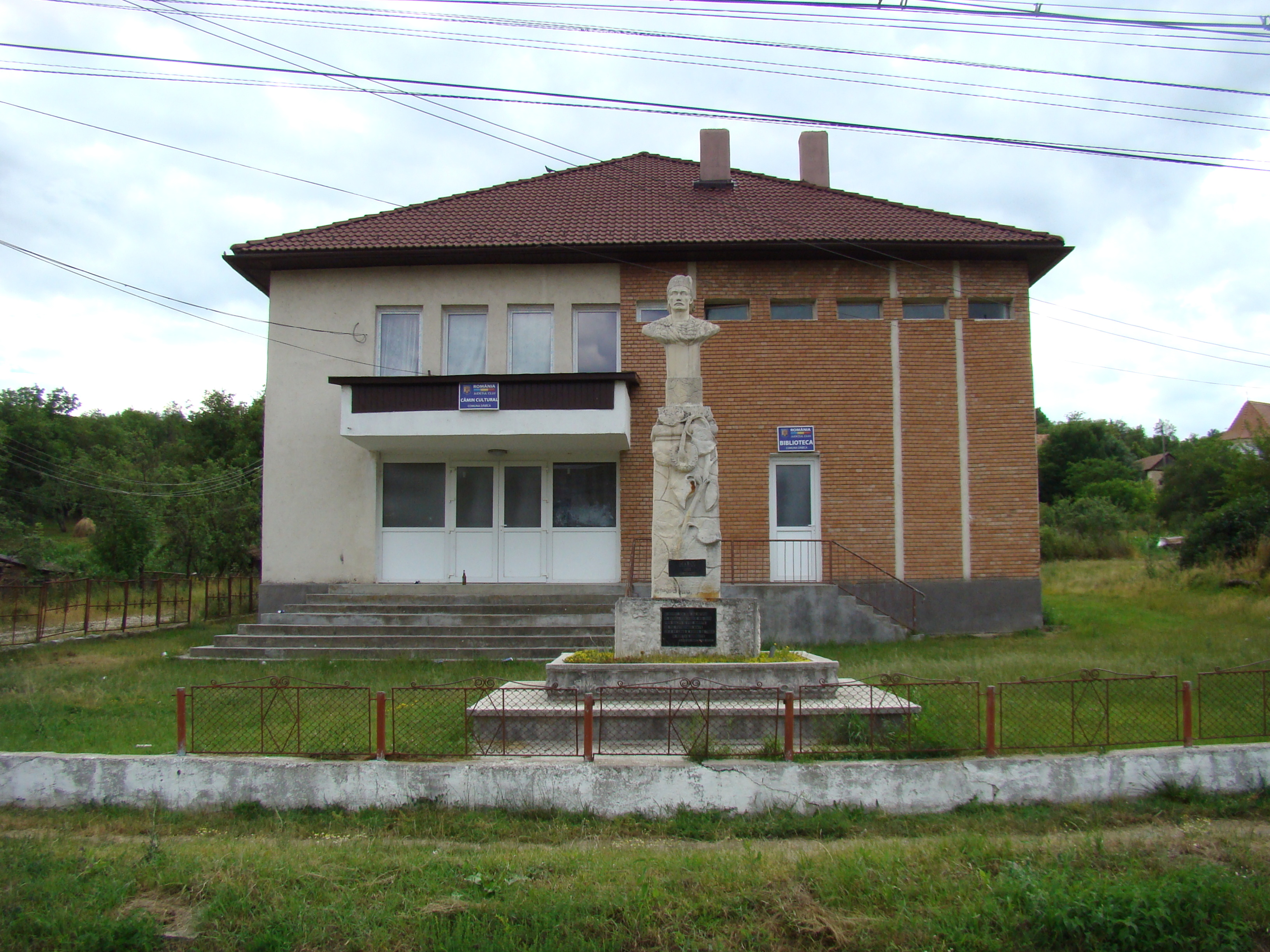
Căminul cultural
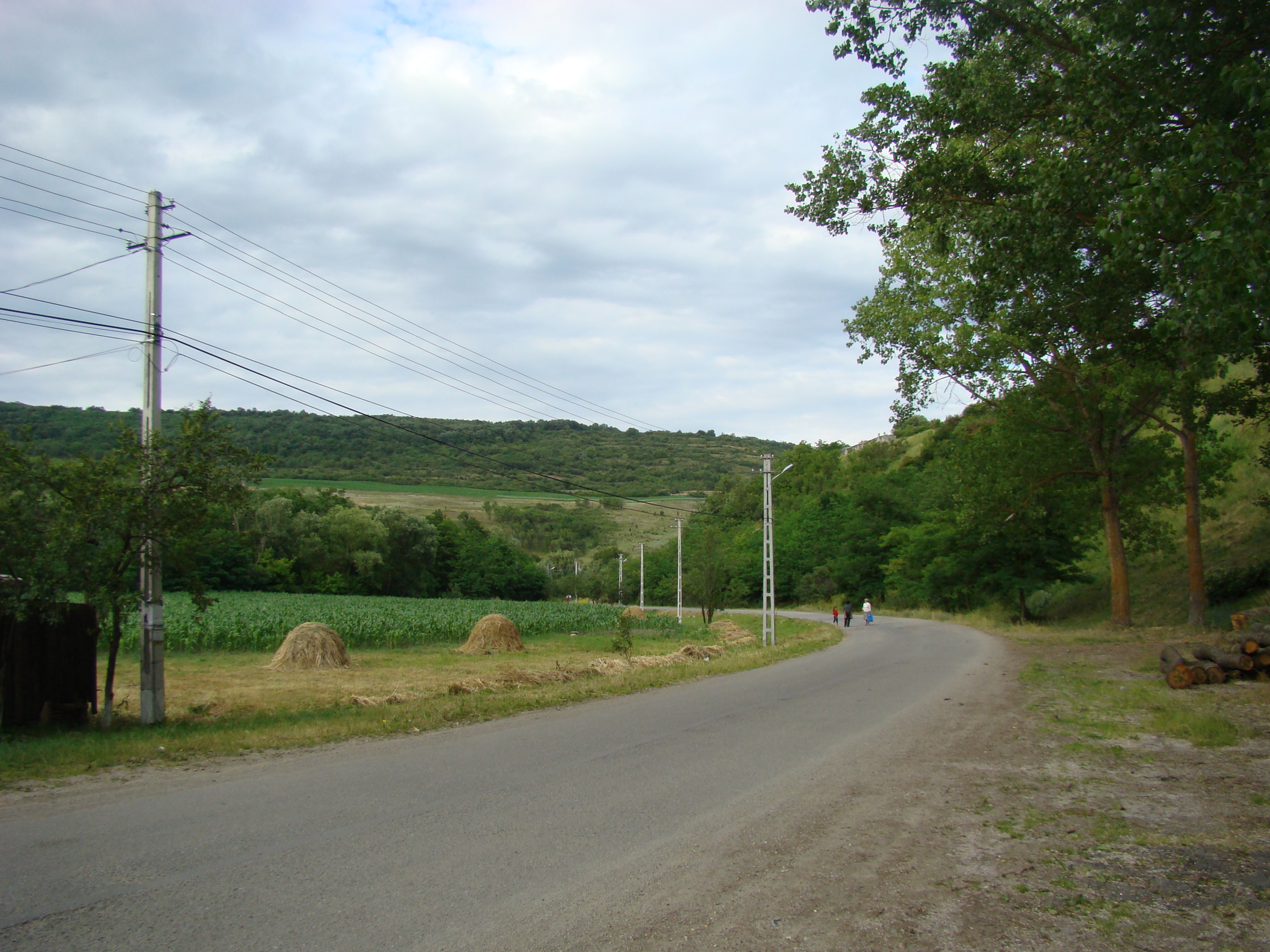
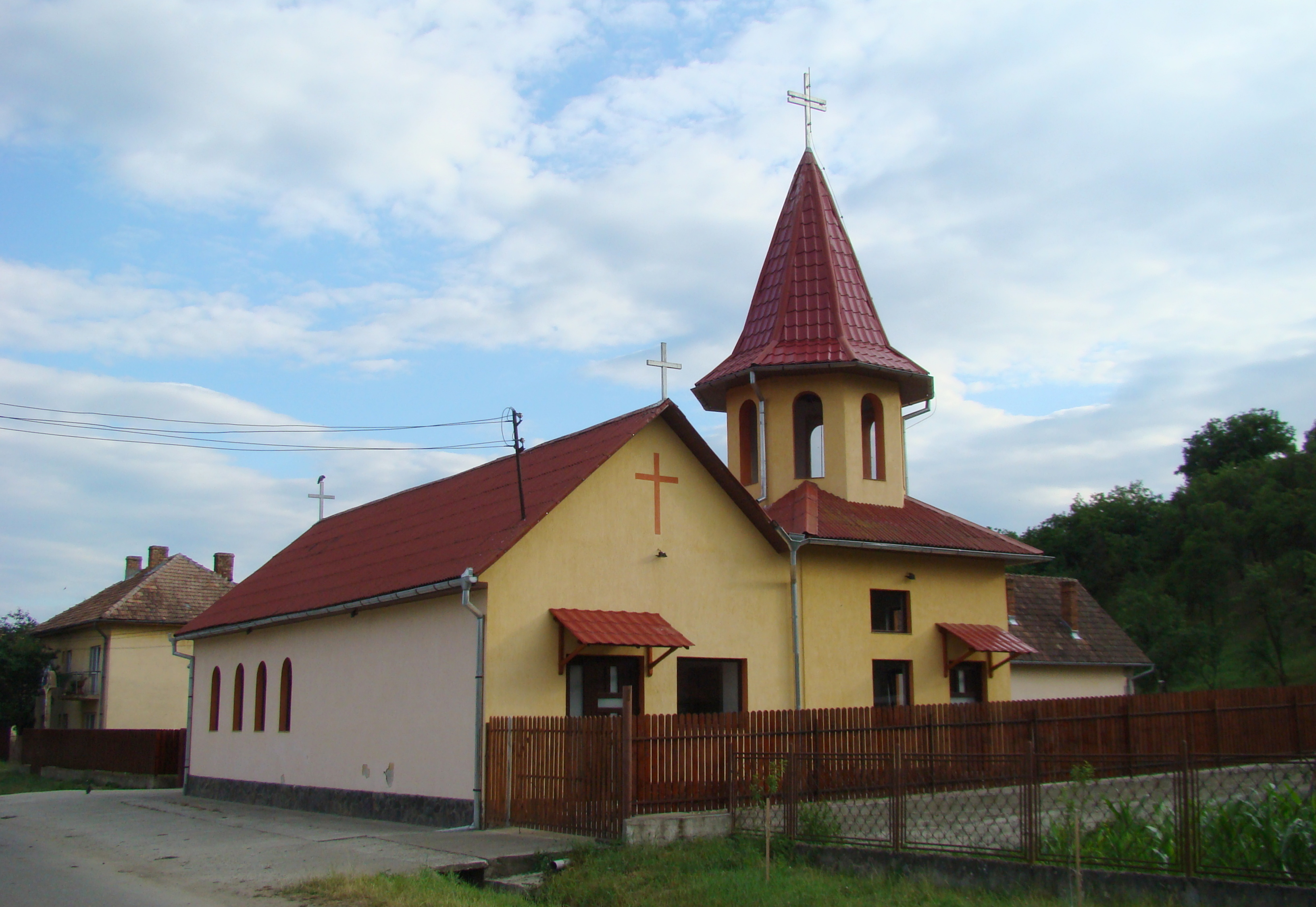
Biserica greco-catolică
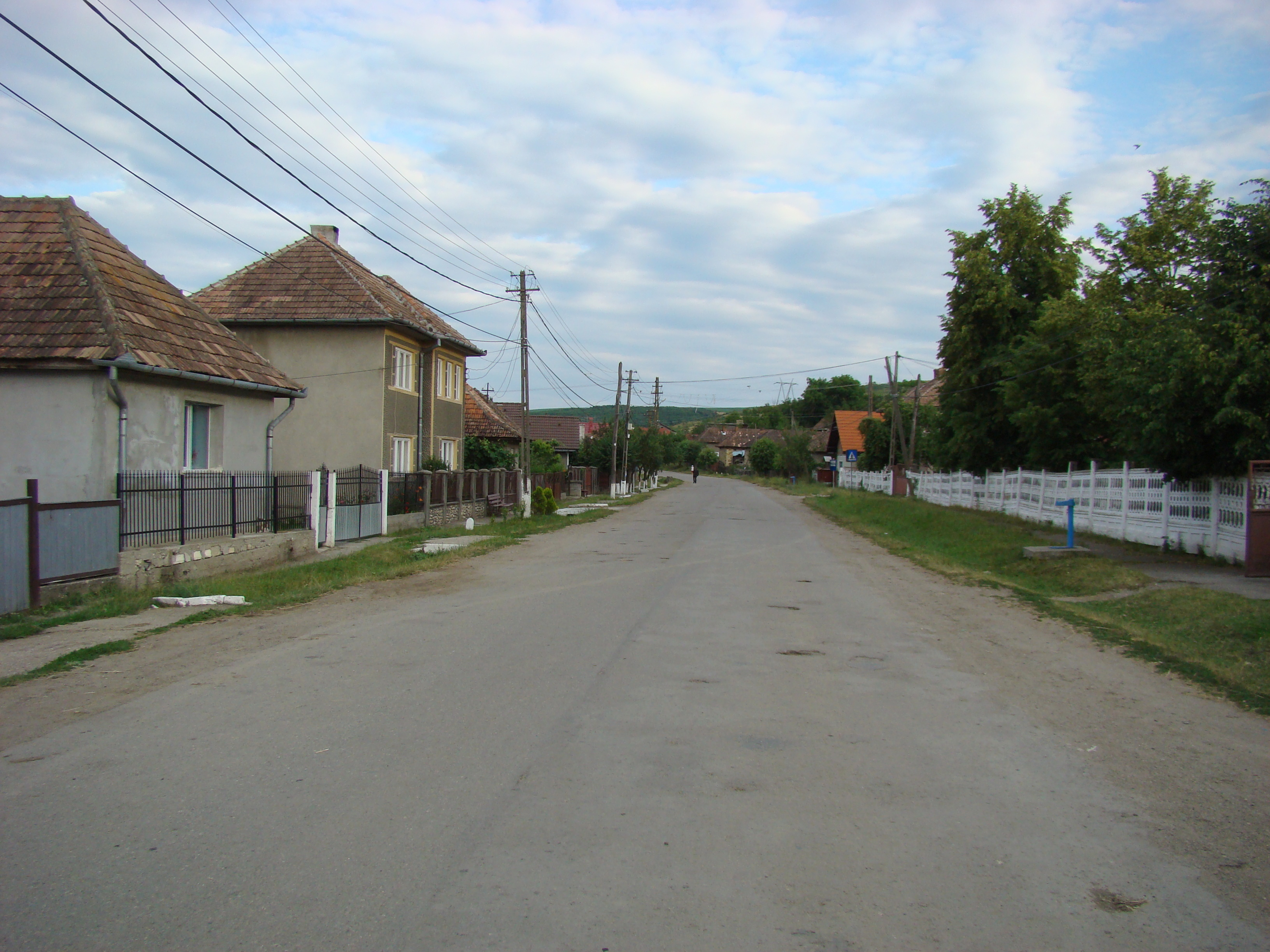
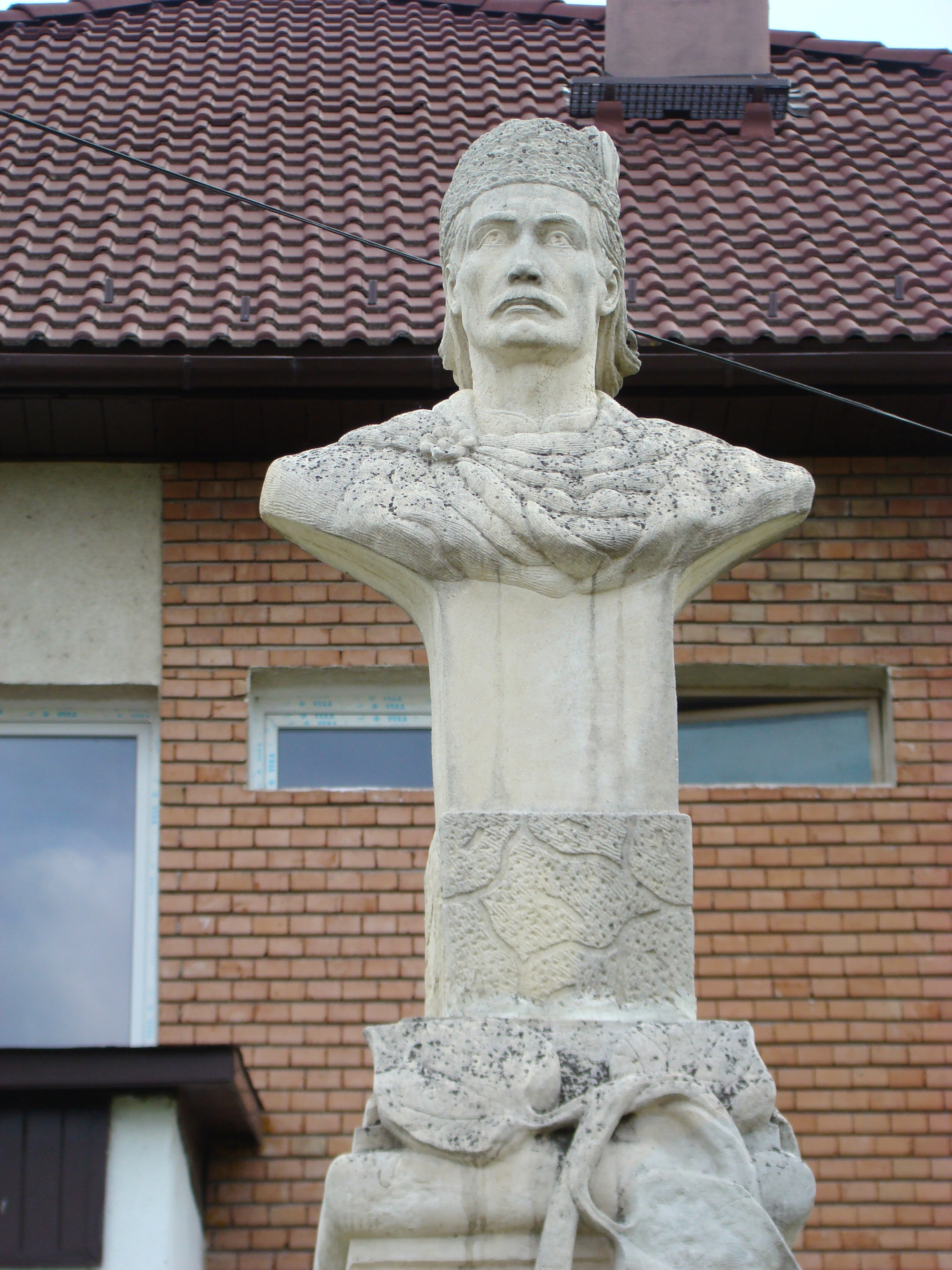
Bustul voievodului Gelu
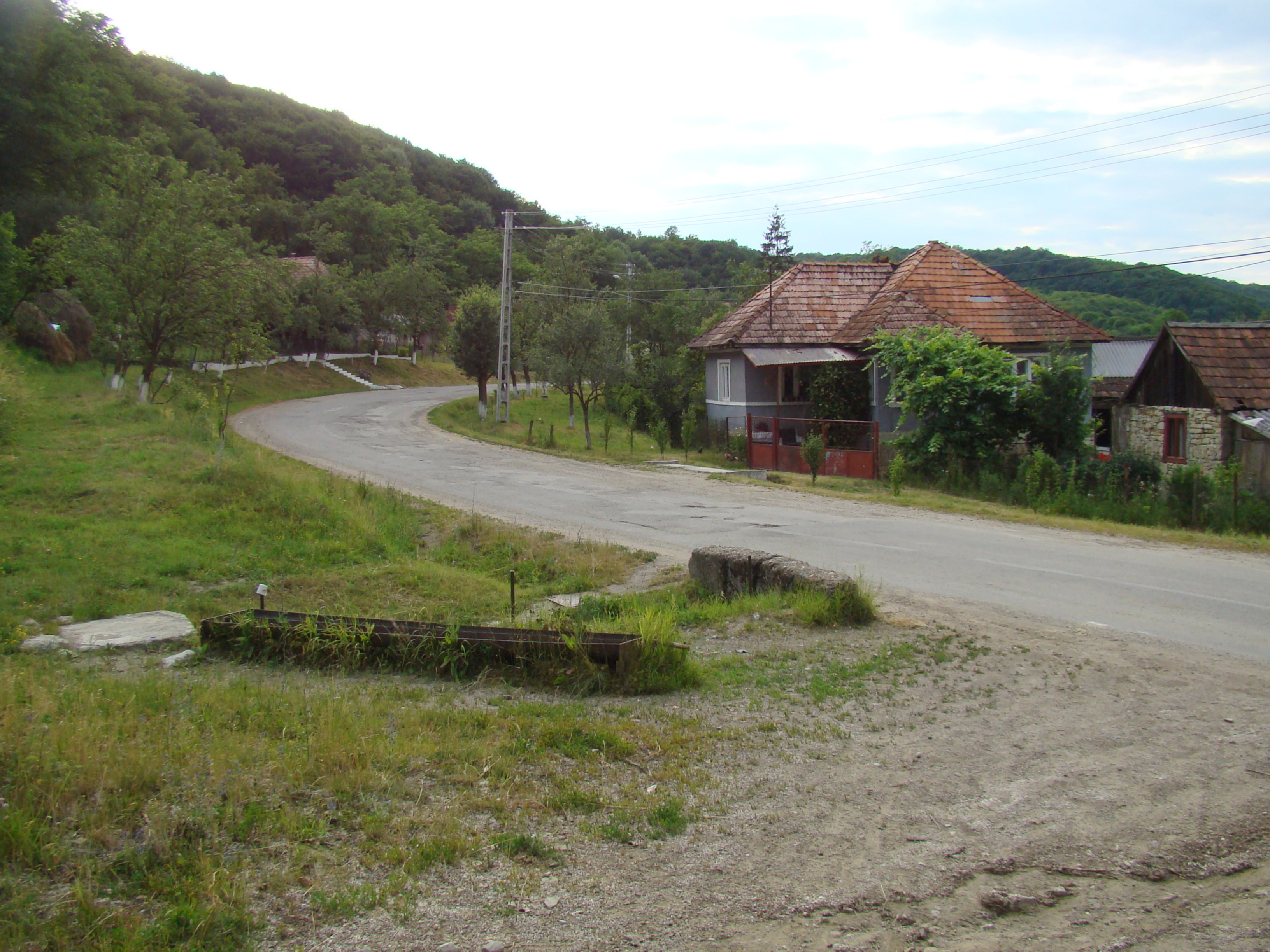
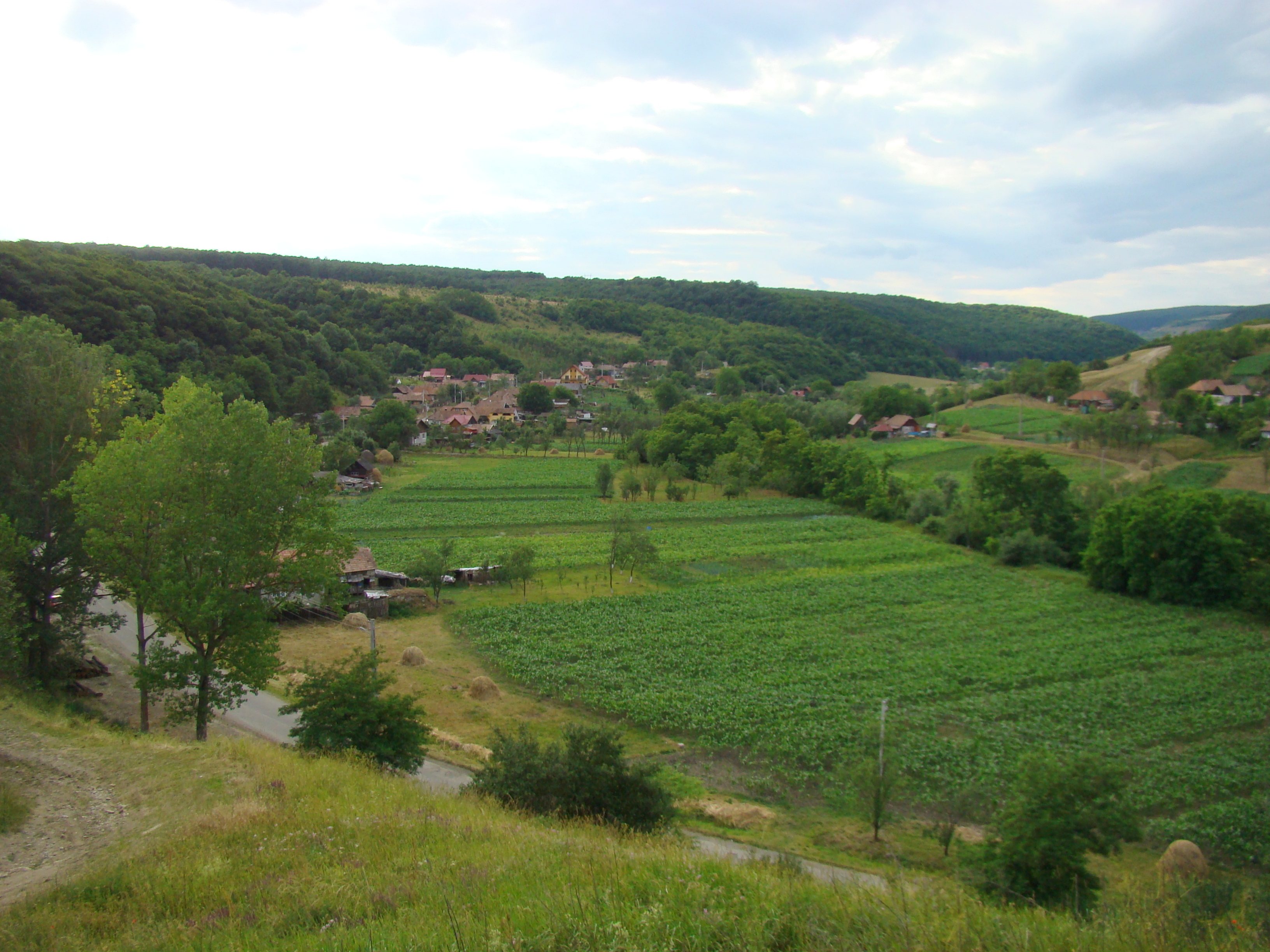
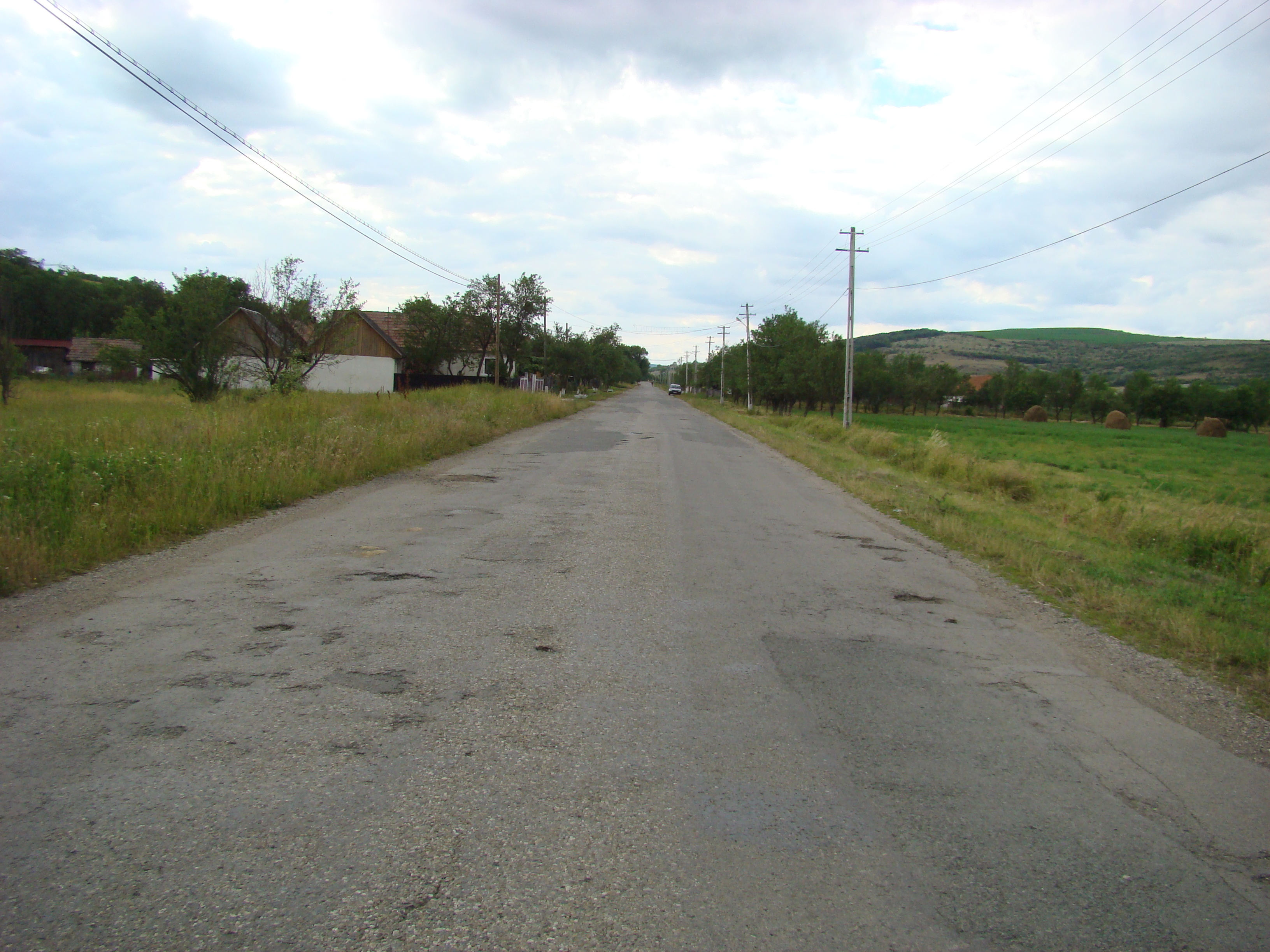